# Sainte-Hélène (Morbihan)
 Sainte-Hélène  (en bretón Santez-Elen) es una población y comuna francesa, situada en la región de Bretaña, departamento de Morbihan, en el distrito de Lorient y cantón de Port-Louis.

## Demografía
| 696 | 662 | 661 | 957 | 1007 | 906 |
| Para los censos de 1962 a 1999 la población legal corresponde a la población sin duplicidades (Fuente: INSEE [Consultar]) |     |     |     |      |     |